# Văn bản tôn giáo

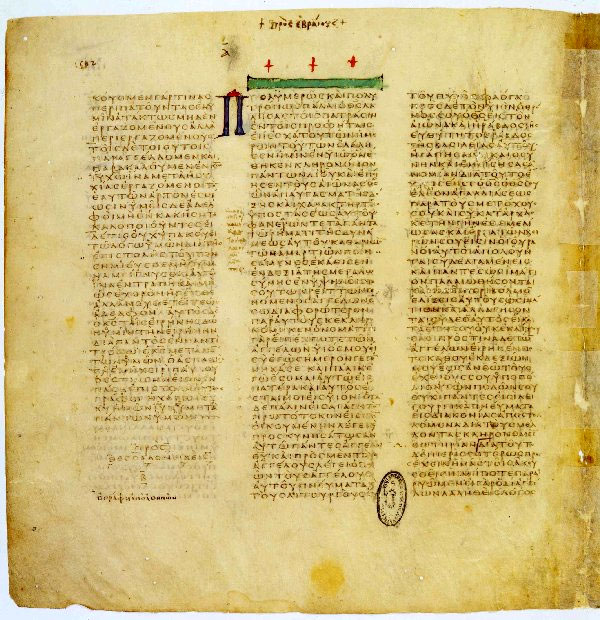
Cựu Ước Hy Lạp: Một trang từ Codex Vaticanus

Văn bản tôn giáo là văn bản liên quan đến một truyền thống tôn giáo. Chúng khác với các văn bản văn học bằng cách là một tài liệu tổng hợp hoặc thảo luận về tín ngưỡng, thần thoại, thực hành nghi lễ, điều răn hoặc luật pháp, hành vi đạo đức, khát vọng tâm linh và để tạo ra hoặc thúc đẩy một cộng đồng tôn giáo. Thẩm quyền tương đối của các văn bản tôn giáo phát triển theo thời gian và bắt nguồn từ việc phê chuẩn, thi hành và sử dụng nó qua các thế hệ. Một số văn bản tôn giáo được chấp nhận hoặc phân loại là kinh điển, một số không chính tắc, và một số khác ngoại khóa, bán kinh điển, lưỡng kinh điển, tiền kinh điển hoặc hậu kinh điển.
Kinh sách là một tập hợp các văn bản tôn giáo được coi là "đặc biệt có thẩm quyền", được tôn kính và "do thánh thần chấp bút", "thiêng liêng, kinh điển", hoặc "có quyền lực tối cao, địa vị đặc biệt" đối với một cộng đồng tôn giáo. Các thuật ngữ 'văn bản thiêng liêng' và 'văn bản tôn giáo' không nhất thiết phải hoán đổi cho nhau trong đó một số văn bản tôn giáo được coi là thiêng liêng vì niềm tin vào một số tôn giáo hữu thần như các tôn giáo khởi nguồn từ Abraham rằng các văn bản được tiết lộ một cách siêu nhiên hoặc thiêng liêng, hoặc lấy cảm hứng từ thần thánh, hoặc trong các tôn giáo phi thần học như một số tôn giáo Ấn Độ, các kinh sách này được coi là nguyên lý trung tâm của Pháp vĩnh cửu của họ. Ngược lại, nhiều văn bản tôn giáo chỉ đơn giản là những câu chuyện hoặc thảo luận liên quan đến các chủ đề chung, diễn giải, thực hành hoặc các nhân vật quan trọng của tôn giáo cụ thể. Trong một số tôn giáo (Hồi giáo), kinh sách tối cao được thiết lập tốt (Kinh Qur'an). Ở những tôn giáo khác (Cơ đốc giáo), các văn bản kinh điển bao gồm một văn bản cụ thể (Kinh thánh) nhưng là "một câu hỏi chưa được giải quyết", theo Eugene Nida. Trong những tôn giáo khác (Ấn Độ giáo, Phật giáo), "chưa bao giờ có một giáo luật dứt khoát". Trong khi thuật ngữ Kinh sách có nguồn gốc từ tiếng Latin Scriptura, có nghĩa là "viết", hầu hết các kinh sách linh thiêng của các tôn giáo lớn trên thế giới là ban đầu là một phần truyền khẩu, và được "truyền lại qua ghi nhớ từ thế hệ này sang thế hệ khác cho đến khi các kinh sách này cuối cùng đã được viết lại trên giấy", theo Bách khoa toàn thư Britannica.
Các văn bản tôn giáo cũng phục vụ một vai trò nghi lễ và phụng vụ, đặc biệt liên quan đến thời gian thiêng liêng, năm phụng vụ, hiệu lực thiêng liêng và dịch vụ thiêng liêng sau đó; trong một ý nghĩa tổng quát hơn, tạo ra hiệu suất của nó. 